# Subhuman
«Subhuman» (в пер. с англ. «недочеловек», «недоумок») — песня шотландско-американской рок-группы Garbage, записанная и выпущенная в качестве самостоятельного сингла в 1995 году. Композиция «Subhuman» была также представлена на стороне «Б» дебютного сингла группы «Vow».

## О сингле

Эмблема Garbage, плакаты с которой были развешены на улицах городов Великобритании.

Релиз сингла состоялся 7 августа 1995 года на грампластинке и на компакт-диске. Оба издания вышли ограниченным тиражом в 3,000 экземпляров. «Subhuman» привлёк к группе внимание музыкальных слушателей и прессы. Во время рекламной кампании сингла лейбл Mushroom Records распространял наклейки, постеры, футболки и сумки с изображённой на них эмблемой Garbage. Плакаты с эмблемой также были развешены в различных местах городов Великобритании, что вызывало интерес у прохожих. Сингл был полностью распродан на первой же неделе. «Subhuman» стал первым синглом Garbage, попавшим в британский хит-парад; в чарте он дебютировал на 50-й строчке. Позднее лейбл Mushroom Records дополнительно выпустил 2,000 экземпляров сингла на грампластинке.
На студийных альбомах композиция «Subhuman» никогда не выпускалась. Видеоклип на песню не снят.
Сингл «Subhuman» получил положительные отзывы от музыкальных критиков. Так, например, журнал Volume описал песню, как «мрачность и депрессивность Трента Резнора». Журналы Kerrang! и Melody Maker отметили в «Subhuman» необычное «хрустящее» звучание и «адский» электронный ритм. Hot Press описал песню, как «гипнотические барабанные петли, объединённые с перегруженной гитарой… индустриальное нойзовое мастерство». Журнал Vox также положительно оценил композицию, назвав её одной из самых мрачных песен Garbage. Мнение журнала NME было менее положительным. В его обзоре были раскритикованы «готичность» и «чрезмерная серьёзность» «Subhuman».

## Список композиций
- CD (Великобритания) Mushroom D1138

1. «Subhuman» — 4:36
2. «#1 Crush» — 4:52
3. «Vow» — 4:30

- Грампластинка (Великобритания) Mushroom S1138 / SX1138

1. «Subhuman» — 4:36
2. «#1 Crush» — 4:52

## Позиции в чартах
| Чарт (1995)          | Высшая позиция |
| -------------------- | -------------- |
| Великобритания (CIN) | 50             |

## Участники записи
| - Ширли Мэнсон — вокал, гитара - Стив Маркер — гитара, бас-гитара, семплирование - Дюк Эриксон — гитара, бас-гитара, клавишные - Бутч Виг — ударные, звуковые эффекты | - Продюсирование: группа Garbage - Инженер: Майк Зинкель - Мастеринг: Хоуи Вайнберг (Masterdisk) - Постпродакшн: Скотт Халл (Masterdisk) |